# .cc

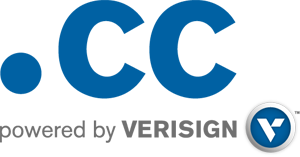
.cc logo

.cc – domena internetowa przypisana do Wysp Kokosowych. Administrowana przez spółkę VeriSign, która poprzez spółkę zależną eNIC sprzedaje adresy internetowe z domeną .cc wszystkim chętnym podmiotom z całego świata.